# Ramzes & The Hooligans
Ramzes & The Hooligans – polska grupa grająca oi! punka pochodząca z Rydułtów. Mimo niewielu koncertów, zasłynęła z prostych, prześmiewczych, często kontrowersyjnych, a zarazem pełnych humoru tekstów dotyczących spraw, które na co dzień bolą polskie społeczeństwo. Zespół praktycznie rozpadł się po wyjeździe wokalisty (Ramzesa) do Niemiec po 1989 r. (w prześmiewczej piosence Wielkanoc padają słowa Wszyscy razem pójdziemy do kościoła Pana Jezusa ucałować, wszyscy naprawdę bardzo się cieszymy, że dał się idiota za nas ukrzyżować, przez co ponoć musiał uciekać z kraju), aczkolwiek i tam zagrał kilka koncertów oraz wydał płytę We Are Back, będącą niemieckim wydaniem Mechanicznej pomarańczy. Na ostatniej płycie z nowym materiałem (Trzecia połowa) zaprasza wszystkich na swój pogrzeb i przykazuje bawić się na nim w punkrockowy sposób.
Na bazie Ramzes & The Hooligans powstał zespół Polska, który zaśpiewał ponownie najbardziej znane utwory Ramzes & The Hooligans i, dodając kilka swoich, nagrał album Silni, zwarci, gotowi, który nadaje utworom Ramzesa nową jakość. Obecnie Artur „Burak” Latosiński, gitarzysta Ramzesa, gra w zespole Bulbulators.

## Dyskografia
- Demo 1987
- Skinhead – demo 1988
- Mechaniczna pomarańcza (Carry On Oi, 1995)
- We Are Back (Red Rossetten Records, 1996)
- Git rock (Street Kids Records, 1998)
- Oi! młodzież / Mechaniczna pomarańcza (split z The Analogs; Rock’n’Roller, 2000)
- Trzecia połowa (Pop Noise, 2003)
- Demos & Rarities (Olifant Records, 2005)

## Składanki
- Oi!Oi!Oi! Atak!!! (1995)[1]
- Muzyka ulicy muzyka dla mas:
  - Muzyka ulicy muzyka dla mas vol. 1 (2004)[2][3][4]
  - Muzyka ulicy muzyka dla mas vol. 2 (2006)[5][6][7]
- Polska gola! (2006)[8][9].

## Tribute to Ramzes & The Hooligans
W 2008 r. Olifant Records wydał płytę CD pt. „Tribute to Ramzes & The Hooligans”. Na płycie znalazło się 18 utworów Ramzes & The Hooligans wykonanych przez różnych wykonawców: Komando Bimber, Kombinat 86, Flat Caps, Lumpex 75, C.S., Duma 84, All Bandits, Horytnica, Contra Boys, Roibeer, The Sandals, Skunx, WKG, Prawy Prosty, Dewastators, I.V.C., Invitropunk, Giter Nojman Feat Skinheadzik.